# 소년탐정 김전일의 에피소드 목록
이 문서에서는 소년탐정 김전일의 애니메이션 에피소드 방영 목록을 다루고 있다.

## 애니화된 사건 목록
김전일은 같은 사건이라도 사건 이름이 일부 만화책과는 확연히 다르며, 만화책 단행본의 내용뿐만 아니라 소설이나 단편집 등의 내용이 모두 포함되었다.

### 소년탐정 김전일
| 순서      | 사건 제목                                | 수록 위치                        | 방영 화수               | 사망자 수 | 설명  |
| --------- | ---------------------------------------- | -------------------------------- | ----------------------- | --------- | ----- |
| 1         | 학원 7대 불가사의 살인사건               | 애장판 4권                       | 1, 2, 3                 | 3         | 공백  |
| 2         | 비련호 전설 살인사건                     | 애장판 6권                       | 4, 5, 6                 | 5         | 공백  |
| 3         | 밀랍인형성 살인사건                      | 애장판 12권                      | 7, 8, 9                 | 4         | 공백  |
| 4         | 괴도신사의 살인                          | 애장판 13권                      | 10, 11, 12              | 3         | 공백  |
| 5         | 비보도 살인사건                          | 애장판 5권                       | 13, 14, 15              | 5         | 공백  |
| 6         | 악마 조곡 살인사건                       | 드라마CD 1부                     | 16, 17                  | 2         | 공백  |
| 7         | 영하 15도의 살의                         | 단편집 1권 1번째 에피소드        | 18                      | 0         | 공백  |
| 8         | 쿠치나시촌 살인사건                      | 애장판 9권                       | 19, 20, 21              | 3         | 공백  |
| 9         | 오페라 극장 살인사건                     | 애장판 1권                       | 22, 23, 24              | 4         | 공백  |
| SP(9.5)   | 사신병원 살인사건                        | 드라마CD 2부                     | 1시간 스페셜            | 2         | [ 2 ] |
| 10        | 김전일의 살인                            | 애장판 10권                      | 25, 26, 27, 28          | 6         | 공백  |
| 11        | 유령여객선 살인사건                      | 소설 2권                         | 29, 30, 31, 32          | 4         | 공백  |
| 12        | 마술열차 살인사건                        | 애장판 15권                      | 33, 34, 35, 36          | 4         | 공백  |
| 13        | 유키야샤 전설 살인사건                   | 애장판 3권                       | 37, 38, 39              | 4         | 공백  |
| 14        | 타로산장 살인사건                        | 애장판 11권                      | 40, 41, 42              | 4         | 공백  |
| 15        | 흑사접 살인사건                          | 애장판 16권                      | 43, 44, 45, 46          | 5         | 공백  |
| 16        | 하야미레이카 유괴 살인사건               | 애장판 19권                      | 47, 48, 49, 50          | 2         | 공백  |
| 17        | 프랑스 은화 살인사건                     | 애장판 17권                      | 51, 52, 53, 54          | 3         | 공백  |
| 18        | 마신 유적 살인사건                       | 애장판 18권                      | 55, 56, 57, 58          | 3         | 공백  |
| 19        | 묘지섬 살인사건                          | 애장판 14권                      | 59, 60, 61              | 7         | 공백  |
| 20        | 아케치의 화려한 추리                     | 아케치 단편집 2권 1번째 에피소드 | 62                      | 1         | 공백  |
| 21        | 귀화도 살인사건                          | 소설 4권                         | 63, 64, 65, 66          | 2         | 공백  |
| 22        | 누가 여신을 죽였는가?                    | 단편집 1권 2번째 에피소드        | 67                      | 0         | 공백  |
| 23        | 켄모치 경부의 비밀                       |                                  | 68, 69                  | 2         | 공백  |
| 24        | 이인관 호텔 살인사건                     | 애장판 7권                       | 70, 71, 72, 73          | 3         | 공백  |
| 25        | 컴퓨터 산장 살인사건                     | 소설 3권                         | 74, 75, 76, 77          | 4         | 공백  |
| 26        | 성 발렌타인의 살인                       | 단편집 1권 4번째 에피소드        | 78, 79, 80              | 2         | 공백  |
| 27        | 후미의 깜찍한 활약! 후미 납치 사건!      | 단편집 2권 2번째 에피소드        | 81                      | 0         | 공백  |
| 28        | 후미의 깜찍한 활약! 거울 미로의 살인     | 단편집 2권 1번째 에피소드        | 82                      | 1         | 공백  |
| 29        | 아케치의 화려한 추리 2                   | 아케치 단편집 2권 2번째 에피소드 | 83                      | 1         | 공백  |
| 30        | 은막의 살인귀                            | 애장판 21권                      | 84, 85, 86, 87          | 4         | 공백  |
| 31        | 소년 아케치의 화려한 도전                | 아케치 단편집 1권 1번째 에피소드 | 88, 89                  | 1         | 공백  |
| 32        | 후미의 깜찍한 활약! 우카이 마을 살인사건 | 단편집 2권 3번째 에피소드        | 90                      | 1         | 공백  |
| 33        | 상하이 인어 전설 살인사건                | 소설 5권                         | 91, 92, 93, 94          | 3         | 공백  |
| 34        | 아마쿠사 보물 전설 살인사건              | 애장판 22권                      | 95, 96, 97, 98, 99      | 4         | 공백  |
| 35        | 한여름의 악몽 살인사건                   | 소설 외전                        | 100                     | 1         | 공백  |
| 36        | 천둥제 살인사건                          | 소설 6권 1번째 에피소드          | 101, 102, 103           | 2         | 공백  |
| 37        | 살의의 레스토랑                          | 단편집 3권 1번째 에피소드        | 104                     | 0         | 공백  |
| 38        | 마견 숲의 살인                           | 애장판 20권                      | 105, 106, 107, 108      | 3         | 공백  |
| 39        | 아케치 소년의 화려한 협주곡              | 아케치 단편집 1권 2번째 에피소드 | 109, 110                | 1         | 공백  |
| 40        | 유키카게 마을 살인사건                   | 애장판 23권                      | 111, 112, 113, 114      | 2         | 공백  |
| 41        | 원한귀 전설 살인사건                     | TV판 오리지널 제1탄              | 115, 116, 117           | 2         | 공백  |
| 42        | 후미의 가련한 활약 눈속에서 사라진 몸값  | 단편집 2권 4번째 에피소드        | 118                     | 0         | 공백  |
| 43        | 몰래 숨어든 악마                         | 소설 6권 3번째 에피소드          | 119                     | 1         | 공백  |
| 44        | 아케치 소년의 화려한 검술                | 아케치 단편집 1권 3번째 에피소드 | 120, 121                | 1         | 공백  |
| 45        | 망령 학교 살인사건                       | 단편집 3권 3번째 에피소드        | 122, 123, 124           | 1         | 공백  |
| 46        | 순간 소실의 비밀                         | 단편집 3권 4번째 에피소드        | 125                     | 0         | 공백  |
| 47        | 살육의 딥블루                            | 소설 7권                         | 126, 127, 128, 129, 130 | 4         | 공백  |
| 48        | 필름 속 알리바이                         | 단편집 2권 5번째 에피소드        | 131                     | 0         | 공백  |
| 49        | 아케치의 화려한 추리 in Las Vegas        | 아케치 단편집 2권 3번째 에피소드 | 132, 133                | 1         | 공백  |
| 50        | 이즈모 신화 살인사건                     | TV판 오리지널 제2탄              | 134, 135, 136, 137      | 4         | 공백  |
| 51        | 역전 불가능! 미유키 살인 용의자로 몰리다 | 단편집 3권 2번째 에피소드        | 138                     | 1         | 공백  |
| 52        | 러시아 인형 살인사건                     | 애장판 24권                      | 139, 140, 141 ,142, 143 | 3         | 공백  |
| 53        | 괴기 서커스 살인                         | 애장판 25권                      | 144, 145, 146, 147      | 2         | 공백  |
| 54        | 괴도 신사가 보낸 도전장                  | 단편집 4권 1번째 에피소드        | 148                     | 1         | 공백  |
| SP(55.5)  | 오페라좌관 최후의 살인                   | 시즌2 1,2권                      | 1시간 스페셜            | 2         | 공백  |
| SP(56)    | 흡혈귀 전설 살인 사건                    | 단행본                           | 1시간 스페셜            | 2         | 공백  |
| OVA(56.5) | 흑마술 살인사건                          | 시즌2 8권                        | 20주년 기념 시리즈      | 2         | 공백  |

### 소년탐정 김전일 R(리턴즈) 1기
| 순서  | 사건 제목                          | 수록 위치        | 방영 화수                               | 사망자 수 | 설명 |
| ----- | ---------------------------------- | ---------------- | --------------------------------------- | --------- | ---- |
| 1(57) | 홍콩 구룡 재보 살인사건            | 시즌2 15,16권    | 1(149),2(150),3(151),4(152)             | 3         | 공백 |
| 2(58) | 하야미 레이카와 초대받지 않은 손님 | 시즌2 6권 단편   | 5(153)                                  | 0         | 공백 |
| 3(59) | 연금술 살인사건                    | 시즌2 11권, 12권 | 6(154),7(155),8(156),9(157)             | 4         | 공백 |
| 4(60) | 고쿠몬 학원 살인사건               | 시즌2 3권 ,4권   | 10(158),11(159),12(160),13(161),14(162) | 6         | 공백 |
| 5(61) | 만 미터 상공에서 일어난 살인       | 시즌2 12권 단편  | 15(163),16(164)                         | 1         | 공백 |
| 6(62) | 캠핑장에서 일어난 괴사건           | 시즌 2 10권 단편 | 17(165)                                 | 0         | 공백 |
| 7(63) | 다이빙 수영장의 악령               | 시즌 2 10권 단편 | 18(166)                                 | 0         | 공백 |
| 8(64) | 켄모치 경부의 살인                 | 시즌 2 9~10권    | 19(167), 20(168), 21(169), 22(170)      | 2         | 공백 |
| 9(65) | 게임관 살인사건                    | 시즌 2 13권      | 23(171), 24(172), 25(173)               | 2         | 공백 |

### 소년탐정 김전일 R(리턴즈) 2기
| 순서     | 사건 제목                | 수록 위치                | 방영 화수                                | 사망자 수 | 설명   |
| -------- | ------------------------ | ------------------------ | ---------------------------------------- | --------- | ------ |
| 1(66)    | 김전일, 목숨을 걸다      | 애장판 26권              | 1(174), 2(175), 3(176), 4(177)           | 3         | 공백   |
| 2(67)    | 혈류실 살인사건          | 시즌2 7권                | 5(178), 6(179)                           | 1         | 공백   |
| 3(68)    | 장미 십자관 살인사건     | 시즌2 17권, 18권         | 7(180), 8(181), 9(182), 10(183), 11(184) | 4         | 공백   |
| 4(69)    | 오전 4시 40분의 총성     | 애장판 단편집 4권        | 12(185)                                  | 0         | 공백   |
| 5(70)    | 설인귀 전설 살인사건     | 리턴즈 1권, 2권          | 13(186), 14(187), 15(188), 16(189)       | 2         | 공백   |
| 6(71)    | 여의사의 기묘한 음모     | 애장판 단편집 4권        | 17(190)                                  | 1         | 공백   |
| 7(72)    | 사라진 금메달의 수수께끼 | TV판 오리지널            | 18(191)                                  | 0         | 공백   |
| 8(73)    | 여우불 띄우기 살인사건   | 리턴즈 3권, 4권          | 19(192) 20(193) 21(194) 22(195)          | 3         | 공백   |
| SP(73.5) | 아케치 형사의 사건 파일  | 아케치 경부의 사건부 1권 | 1시간 스페셜                             | 0         | [ 17 ] |

## 애니판의 변경점 및 특징

### 애니화된 만화판
애니판 제한인물은 3명에서~12명이다 따라서 제외된 인물도 많이 있다.
학원 7대 불가사의 살인사건
- 단행본4권이지만 애니판은 1화부터 시작된다.
- 단행본에서는 오노우에가 은행잎에 매달리지만 인쇄실로 변경
- 파일3의 스토리가 약간 차이가 있다.

비련호 살인사건
- 단행본 6권에서는 사유리의 속옷 엿보기는 제외되었다
- 단행본 7권에서의 스토리는 차이가 많이 있다.
- 단행본 7권의 이츠키의 인사는 제외되고 햄버거 가게에서 사건 후의 설명을 해주는 스토리가 변경되었다.

밀랍인형 살인사건
- 리차드를 안에 가둬 죽이는 장면은 없앰 말뚝에 박혀 죽는 사건 발생으로 변경되었다.
- 마리아가 깔려죽을 위기에 처한 장면을 없앴다.
- 애니메이션에서는 설야차 전설 살인사건보다 앞에 위치하기 때문에, 아케치 경시를 첫만남으로 친분을 쌓기 시작한다.

괴도신사의 살인
- 단행본 16권에서 김전일이 여고생들을 약올리는 내용이 변경되었다
- 고양이를 주워 들어온 의외의 방문객이 TVA에서는 등장하지 않는다.

비보도 살인사건
- 김전일의 아버지는 등장 안함
- 단행본 6권에서 키스신이 변경되었다.

악마조곡 살인사건
- 드라마CD에서 새로 애니화로 진행됨

히다 꼭두각시 저택 살인사건
- 등장인물 키리야마 타마키가 제외되었다.

오페라 극장 살인사건
- 단행본1권에서 등장인물 유우키 에이사쿠가 제외되었다
- 아리모리 유지, 학생에서 선생님으로 변경되었다.
- 아리모리 유지 범인에서 카미야 슈이치로로 변경되었다
- 츠키시마와 카미야의 친구로 변경되었다.
- 아리모리 츠키시마의 친구에서 츠키시마 아리모리의 여동생으로 교체되었다
- 연극부 고문이자 사립후도고등학교 음악 담당인 오가타는 선생님에서 호텔「오페라극장」의 요리사로 변경되었다.
- 원작의 열차 안 장면을 모두 소거, 소란 내용도 트럼프와 할아버지 소개에서 배멀미로 변경.
- 석궁의 소재도 후세가 들고 온 것이 아니라, 관내에 실제 석궁이 장식되어 있는 것으로 변경.
- 켄모치 이사무 경부의 미등장으로 TVA에서의 최초의 만남이 이루어졌던 사건을 알 수 없게 되면서, 극장판과 차후 SP의 스토리 연결이 불가능해졌다. 따라서 켄모치 경부와의 관계를 통한 흐름이 원작에 비해서 명확하지 못한 상황을 연출하게 된 것은 전적으로 이 사건 때문이다.

김전일 소년의 살인
- 사키 류지가 등장에서 제외됨
- 만화에서 미즈호에게 김전일이 병문안 오는 장면은 나오지만 애니판은 이츠키만 병문안 가는 걸로 변경되었다

설야차 전설 살인사건
- 미유키가 병이 나서 못간다는 내용이지만 애니판에서 추가 되었다.
- 김전일과 미유키가 카메라맨 아르바이트로 스토리가 진행됨
- 원작에서 첫등장 당시 레이카의 성격은 내성적이고 까칠하게 나오나 애니판은 상냥하고 외향적인 모습으로 변경되었다.
- 원작에서는 아케치가 처음 등장하는 에피소드이지만 애니판은 밀랍인형 살인사건보다 나중에 진행되어 아케치와 켄모치가 함께 출장갔다가 산장으로 오는것으로 나오게 된다. 따라서 원작에서의 아케치의 추리대결 신은 삭제되었고 적대관계였는데 밀랍인형에서 처음 만났기 때문에 친분으로 바뀌었다.

타로 산장카드 살인사건
- 오페라 극장 살인사건과 마찬가지로 유우키 에이사쿠가 제외됨
- 유우키 에이사쿠대신 츠키시마 료지가 과거에 있었던 사건에 대해 목격자로 교체되었다

흑사접 살인사건
- 후미의 첫등장 사건이 발렌타인 살인사건에서 흑사접 살인사건으로 앞당겨졌다.

하야미 레이카 유괴 살인사건
- 사키 류지가 제외됨

프랑스 은화 살인사건
- 만화에서 나오는 등장인물 세바스티안 메구레가 애니에선 제외됨.
- 나가시마 형사는 제외됨
- 김전일은 원작에서 3인 4각 달리기 연습을 하면서, 애니메이션에서는 후미의 3인 4각 달리기 연습을 도와주는걸로 바꾸었다.
- 메구레 백작이 나오지 않는 대신 장송 은화에 대한 설명은 젠지가, 나오코에게 웨딩드레스를 입으라고 말하는 것은 김전일이, 마스미가 범인이 아니냐는 질문은 수지가, 호텔 키홀더에 끼워진 김전일의 집 열쇠를 호텔 열쇠로 착각하는 것은 켄모치로 각각 배분 되었다.
- 나오코와 토오루의 어린 시절 이야기, 신인 모델 환영회 회상은 삭제되었다.

마신유적 살인사건
- 파일4의 애니판 스토리로 교체
- 원작에서는 사건후 병원에서 사츠키의 어머니는 살아나 진행되지만 애니판은 사츠키의 어머니는 병으로 죽은 내용이 변경되었다.
- 단행본에서는 병원에서의 대화로 진행되지만 애니판은 기차역에서 마중 나와 사츠키가 설명해주는 내용으로 변경되었다.

켄모치 경부의 비밀
- 단행본에서의 스토리가 애니판 스토리로 차이가 많이 변경되었다.
- 카야 쿄코 대신 켄모치가 대신 나옴
- 사건 해결시간이 아침 7시에서 아침 9시로 변경되었다. 너무 이른 시간이라 2시간정도 늦췄다.

이진칸 호텔 살인사건
- 단행본 8권에서 사키 리유타가 죽는 장면이 나오지만 애니판은 살아난다. 이후 계속 등장 하게 된다.
- 단행본 8권의 김전일과 남자끼리 자는 장면은 제외되었다.

성 발렌타인의 살인
- 사장이 원작에서는 킨다이치 하지메의 삼촌인 헤이스케로 나오지만, TVA에서는 켄모치 경부의 후배로 나오면서

애니판에선 이미 흑사접에서 첫등장한 후미가 제외됨.
- 파일3의 스토리가 어머니가 병에 걸려 구급차로 실려가는데 늦는 바람에 사망한 내용이 담겼는데 말이 안됐는지 친동생이 병으로 사망한 내용을 바꾸었다

아마쿠사 재보전설 살인사건
- 애니판에서 미유키가 김전일이 않는 부분만 문제가 되어 심의가 걸려서 삭제되었다.
- 미유키와 에미리의 온천싸움은 삭제됨.
- 원작에서는 이성을 잃어 범인에게 달려드는 이츠키의 손에 깨진 유리병이 들려있었다.
- 모방범죄의 위험성이 있다고 판단되어 애니판에서는 이츠키가 맨주먹으로 달려드는 것으로 바뀌었다,

한 여름의 악몽
- 소설판에서 애니화로 진행됨

살의의 레스토랑  & 하야미 레이카의 초대받지 않은 손님 &다이빙 수영장의 악령
- 살의의 레스토랑에서 레스토랑 주인이 냉동육으로 살해된걸로, 그리고 하야미 레이카와 초대 받지 않은 손님에서는 렌치로 살해된걸로 그리고 다이빙 수영장의 악령편에서는 소금물로 살해된걸로 보이지만 애니판에서는 기절한 것으로 처리되었다.

괴도 신사가 보낸 도전장
- 원작에 없던 살인미수 사건이 추가되었다.
- 장면 일부가 변경되었다.

홍콩 구룡재보 살인사건
- 시즌2 17권이지만 소년탐정 김전일 리턴즈(시즌2) 1화로 나온다.

연금술 살인사건
- 원작에선 첫번째 살해 이후에 큰검을 녹인이후 살해를 명확하게 설명하지 않았지만, 애니판에선 첫번째 살해에 큰검으로 살해 한 다음 녹여서 작은검으로 살해 했다는 것으로 부가 되어 나왔다.

고도 1만미터의 살의
- 원작에선 결국 코가네이는 그의 비겁한 행동에 분개한 카가야에게 살해당한다. 아무래도 샤프심으로 심장 찔렀다고 죽는 건 좀 어이없다고 느끼긴 한건지(...) 애니메이션에서는 카가야가 코가네이를 목을 졸라 기절시키는 것으로 연출이 변경되었다.

다이빙의 악령
- 30%소금물이 10% 정도의 소금물로 변경되었다.

켄모치 경부의 살인
- 타마키가 심의때문에 그의 비참하면서도 추잡한 최후장면과 구급차에 이송되는 씬이 삭제되었다.
- 우오자키 살인트릭을 밝힐 때, 휴대폰이 스마트폰으로 바뀌었다.
- 켄모치가 부스지마에게 수정펀치를 날릴 때 내뱉은 대사 "역시 네놈도 공범이었구나!"가 삭제되었다.
- 코모리 변호사의 딸의 생사여부가 확실히 나오지 않았다.

게임관 살인사건
- 원작과 달리 무기바야시 미카가 마지막에 병으로 사망한다.
- 코즈에와 준이 결심을 하는 장소도 병실에서 묘지로 바뀐다.
- 마츠모토 준이라는 이름이 스기모토 준으로 변경되었다.
- 스기모토 준의 나이가 27세에서 29세로 상향 조정되었다.

김전일 소년의 결사행
- 마츠오카 일당이 카리야 부자를 동굴에 가둔 시점이 원작에선 12년 전이었는데, 18년 전으로 변경되었다
- 쥰이 호텔 지하에서 쥐를 잡아먹으며 복수를 다짐하는 장면이 삭제되었다.
- 원작에서는 쥰이 총검을 들고 타카토에게 덤벼들지만 애니에서는 단도로 바뀌었다
- 원작에서는 쥰의 공격을 타카토가 손바닥에 동전을 붙여서 막았지만 애니에서는 그냥 옆으로 피한다.
- 원작에서는 쥰이 등장할 때 범인의 모습으로 나오지만 애니에서는 장발의 모습으로 나온다.
- 타카토가 쥰에게 복수대상 4명의 사진을 던져주는 장면이 추가되었다.
- 쥰이 오랜만에 빛을 보며 눈부셔하는 장면이 삭제되었다.
- 쥰에게 타카토가 썬글라스를 씌워주는 장면이 삭제되었다.
- 쥰이 복수를 다짐하며 사자후를 외치는 장면이 삭제되었다.
- 카미야마가 성수를 마시고 죽는 장면이 원작과는 달리 타카토의 회상으로 나온다.
- 리 뽀얼 형사 대신 리 바이롱 형사가 나온다.
- 이츠키 요스케, 양 샤오롱, 하야미 레이카등이 등장 하지 않는다.
- 장 첸이는 일본어 신문사 기자에서 호텔 프런트 지배인으로 변경되었다.
- 장 첸이는 원작과 성격도 달라진다.
- 장 첸이가 윙 오너가 자신에게 무슨일이 생기면 난 리칭에게 모든것을 맡기라는 말을 듣고 숨겨둔 딸이나 애인이나며 추궁까지 하는 장면이 추가된다.
- 김전일이 아케치를 찌르는 장면을 사키도 목격한다.
- 원작에서는 아케치가 응급실로 실려갈 때 범인을 가려내는 결정적인 증거물이 되는 피케찹 묻은 손수건을 떨어뜨리는 장면이 등장하지만, 애니메이션에서는 삭제되었다.
- '쥰이 실수로 김전일에게 오므라이스를 엎어서 김전일이 케찹을 뒤집어쓰자, 자기의 손수건으로 케찹을 닦아주는 장면'이 삭제된다.
- 사진을 보고 이상하다고 느끼는 장면이 삭제된다.
- 김전일이 아케치를 찌른 혐의로 홍콩 경찰로부터 방 안에서 감금됐는데 원작에서는 형사들이 안에서 감시했지만 애니에서는 형사들이 바깥에서 감시한 걸로 변경된다.
- 김전일이 타카토와 통화하는 장면이 원작에서는 마츠오카 슈지에게 납치된 후였으나 애니에서는 호텔 안 감금한 상태에서 전화받는 걸로 변경되었다.

혈류실 살인사건
- 호시가 버스 안에서 플레이하고 있던 닌텐도 DS가 스마트폰으로 바뀌었다.
- 원작에서는 호시가 목이 잘린채 발견되지만 애니에서 바둑판 위에 엎어진 채로 발견된다.

장미십자관 살인사건
- 원작에서는 스메라기의 토막난 시체가 그릇 안에서 발견되지만 애니에서는 일행이 식사를 하기 위해 접시위의 뚜껑을 열자마자 접시 안에서 강한 바람이 불면서 흑장미잎이 휘날리고 식탁 위에 덮인 장미 꽃잎더미 안에서 통시체가 발견된다.
- 원작에서 미유키와 시라키 선생이 목욕탕에서 옷을 벗으며 하던 대화가 목욕탕에 들어가며 하는 대화로 바뀌었다.
- 원작에서 지젤의 등에 난 화상이 타월이 벗겨지면서 드러나는 장면은 목욕가운을 입으면서 보이는 것으로 바뀌었다.

그외 애니판 에피소드는 등장인물이 제외되거나 음란한 장면을 없앴다.

### 애니화된 소설판
애니화된 소설판은 아래와 같다.
P로부터의 살인예고장
- 원제: オペラ座館·新なる殺人 | 오페라좌관·새로운 살인
- 유형: 극장판
- 韓제: 오페라극장 살인사건(※방송 유형은 TV 스페셜로 변경)

유령선 살인사건
- 원제: 幽靈客船殺人事件 | 유령객선 살인사건
- 유형: TV 애니메이션

겨울산장 살인사건
- 원제: 電腦山藏殺人事件 | 전뇌산장 살인사건
- 유형: TV 애니메이션
- TVA 韓제: 컴퓨터산장 살인사건

귀화도 살인사건
- 원제: 鬼火島殺人事件 | 오니비지마 살인사건
- 유형: TV 애니메이션

상하이 인어 전설 살인사건
- 원제: 上海魚人傳說殺人事件 | 상하이 어인 전설 살인사건
- 유형: TV 애니메이션

천둥축제 살인사건
- 원제: 雷祭殺人事件 | 뇌제 살인사건
- 유형: TV 애니메이션
- TVA 韓제: 천둥제 살인사건
- 특징: 소설 6번째 사건부는 중·단편집으로, 타이틀이기도 한 이 작품은 중편.

공범자X
- 원제: 共犯者X
- 유형: TV 애니메이션
- 특징: 소설 6번째 사건부는 중·단편집으로, 이 작품은 수록된 해당 권에서의 첫 번째 단편. ½의 살인자가 원작의 카야 쿄우코 형사에서 켄모치 경부로 바뀌면서, TV 애니메이션에서는 이것이 켄모치 경부의 비밀Ⅱ로 방송되었다.

헤메어 온 악마
- 원제: 迷い込んできた惡魔
- 유형: TV 애니메이션
- 특징: 소설 6번째 사건부는 중·단편집으로,이 작품은 수록된 해당 권에서의 두 번째 단편. 변경된 점이라면, 소설에선 등장하지 않는 켄모치 경부와 아케치 경시가 나온다는 것. 또 원작에서는 김전일과 미유키가 실제로 겪은 사건인데, 애니메이션에선 아케치 경시의 자작 이야기로 되어 있다.

살육의 딥블루
- 원제: 殺戮のディ-プブル-
- 유형: 극장판, TV 애니메이션
- 극장판 제목: 金田一少年の事件簿2 殺戮のディ-プブル-
- 특징: 1999년에 극장판 제작과 함께 소설 기획 후 제작. 그러나 집필 도중 소설과 시나리오가 분기. 소설과 극장판의 전개가 달라져 색다른 재미를 선사. 소설에 가까운 것은 TV 애니메이션 판. 이 소설은 소설 킨다이치 소년의 사건부 최초로 장편(상·하권 구성). 서울문화사 출판부에서 폭력성을 들어 절판 조치로 거둬가기 전까지 나왔던 한국 최후의 소설판 사건으로, 아직 아이큐점프 편집부에서 복간을 검토 중이라 기록이 깨지지 않고 있다.

한 여름의 악몽
- 원제: 眞夏の惡夢殺人事件|한 여름의 악몽 살인사건
- 특징: 「김전일 소년의 악몽」으로 한국에서 소개됨. 단편집(韓 특별편)3권에 수록된 신작 단편 소설.

## 애니화가 되지 않은 에피소드
- 이진칸촌 살인사건: 시체의 절단, 약물의 묘사 등 트릭의 조작 의혹 때문에 제외 됨
- 자살학원 살인사건: 집단 따돌림에 의한 살인 및 선생과 제자 간의 부적절한 관계로 인하여 제외된 것으로 추정
- 사종관 살인사건: 애니화로 진행될 예정이었으나, 2000년 9월 7일 부로 방송 종료 발표가 되는 바람에 보류 됨
- 요도 독벌 살인사건: 위와 같은 이유
- 유령 호텔 살인사건: 위와 같은 이유

## 나중에 드라마화된 에피소드
1995년도에 도모토 쯔요시 주연으로 드라마가 방영된 이후에 2001년도에 마츠모토 준 주연으로 드라마화되었고, 이후 2005년도에 카메나시 카즈야가 긴다이치 역을 맡은 적이 있으며, 2013년과 2014년의 신년 특집 방송과 연속 정규 방송에서 야마다 료스케가 긴다이치 역할을 맡았다.

### 도모토 쯔요시의 김전일 소년의 사건부
金田一少年の事件簿(김전일소년사건부)SP01-#File08학원7대불가사의[95.04.08방영]
金田一少年の事件簿(김전일소년사건부)SP02-#File09설야차살인사건[95.12.30방영]
金田一少年の事件簿(김전일소년사건부)SP03-영구보존판[96.09.21방영]
金田一少年の事件簿(김전일소년사건부)#File01_이인관촌살인사건
金田一少年の事件簿(김전일소년사건부)#File02_비련호살인사건
金田一少年の事件簿(김전일소년사건부)#File03_오페라좌관살인사건
金田一少年の事件簿(김전일소년사건부)#File04_비보섬 살인사건
金田一少年の事件簿(김전일소년사건부)#File05_교수학원 살인사건
金田一少年の事件簿(김전일소년사건부)#File06_무구촌 살인사건
金田一少年の事件簿(김전일소년사건부)#File07-밀랍인형 살인사건上,下
金田一少年の事件簿(김전일소년사건부)#File10_악마모듬곡 살인사건
金田一少年の事件簿(김전일소년사건부)#File11-타롯트산장 살인사건上,下
金田一少年の事件簿(김전일소년사건부)#File12_긴다이치 소년의 살인
金田一少年の事件簿(김전일소년사건부)#File13-괴도신사의살인上,下
金田一少年の事件簿(김전일소년사건부)#File14-이인관호텔살인사건
金田一少年の事件簿(김전일소년사건부)#File15-묘지섬살인사건上,下
お笑い金田一少年の事件簿 (웃기는 김전일소년사건부)SP04[97.04.12방영]
金田一少年の事件簿(김전일소년사건부)#극장판-상해인어전설下,上[97.12.13상영]

### 마츠모토 쥰의 김전일 소년의 사건부
김전일소년사건부(金田一少年の事件簿,2001)01부-유령객선살인사건上
김전일소년사건부(金田一少年の事件簿,2001)02부-유령객선살인사건下
김전일소년사건부(金田一少年の事件簿,2001)03부-프랑스은화살인사건
김전일소년사건부(金田一少年の事件簿,2001)04부-흑사접살인사건上
김전일소년사건부(金田一少年の事件簿,2001)05부-흑사접살인사건下
김전일소년사건부(金田一少年の事件簿,2001)06부-하야미레이카유괴사건
김전일소년사건부(金田一少年の事件簿,2001)07부-마견숲살인사건
김전일소년사건부(金田一少年の事件簿,2001)08부-러시아인형살인사건上
김전일소년사건부(金田一少年の事件簿,2001)09부-러시아인형살인사건下(完)
김전일소년사건부(金田一少年の事件簿,2001)스페셜-마술열차살인사건下
김전일소년사건부(金田一少年の事件簿,2001)스페셜-마술열차살인사건上

### 카메나시 카즈야의 김전일 소년의 사건부
김전일소년사건부(金田一少年の事件簿,2005)스페셜-흡혈귀전설살인사건

### 야마다 료스케의 김전일 소년의 사건부
김전일소년사건부(金田一少年の事件簿,2013)스페셜-홍콩구룡재보살인사건
김전일소년사건부(金田一少年の事件簿,2014)스페셜-옥문학원살인사건
김전일소년사건부(金田一少年の事件簿,2014)1부-은막의 살인귀
김전일소년사건부(金田一少年の事件簿,2014)2부-게임관 살인사건
김전일소년사건부(金田一少年の事件簿,2014)3부-귀화도 살인사건
김전일소년사건부(金田一少年の事件簿,2014)4부-귀화도 살인사건(완결)
김전일소년사건부(金田一少年の事件簿,2014)5부-긴다이치 소년의 결사행
김전일소년사건부(金田一少年の事件簿,2014)6부-긴다이치 소년의 결사행(완결)
김전일소년사건부(金田一少年の事件簿,2014)7부-유키카게 마을 살인사건
김전일소년사건부(金田一少年の事件簿,2014)8부-장미 십자관 살인사건
김전일소년사건부(金田一少年の事件簿,2014)9부-장미 십자관 살인사건(완결)
참고로 1부는 90분의 분량을 2부부터 45분의 분량을 가진다.
에피소드 별로 등장한 인물에 대한 정보 없음. 정보추가를 요망함.

## 드라마판의 변경점 및 특징

### 도모토 쯔요시의 김전일 소년의 사건부
학원 7대불가사의 살인사건
- 원작에서 후도고교(부동고교)의 학생이던 김전일은, 드라마에서는 후도고교의 전학생으로, 미유키와도 오랜만에 재회하는 것으로 나온다.
- 원작과는 다른 인물이 추가되었으며, 7대 불가사의 전설 역시 원작 내용과는 차이가 있다.
- 원작에서 은행나무에 매달렸던 학생이, 수영장에서 시체로 발견되는 것으로 변경되었다.

설야차 살인사건
- 엔딩에 드라마 «깅로괴기파일(銀狼怪奇ファイル)»[18]의 깅로가 김전일의 옛 친구라는 설정이 등장한다.

타롯트산장 살인사건
- 타로 카드를 해석하는 유우키의 역할을 츠지가 대신한다. (유우키는 등장하지 않음)

긴다이치 소년의 살인
- 김전일과 삐삐 암호를 주고받은 사람은 원작에서는 아케치였으나, 드라마에서는 켄모치 경부로 바뀌었다.
- 김전일이 미유키의 생일을 축하해주는 장면이 나오지 않으며, 사건 관계자 중 일부가 여성으로 성별이 변경되었다.

이인관호텔 살인사건
- 원작과 달리, 맹장염에 걸린 김전일을 대신해 미유키가 사건을 해결하는 것으로 나온다.
- 애니와 마찬가지로 사키 류타가 등장하지 않는다. (류타가 죽지 않는다.)
- 비슷한 시기에 방영중이던 드라마 «깅로괴기파일(銀狼怪奇ファイル)»의 등장인물들(깅로의 주변 친구들)이 나온다.

### 마츠모토 쥰의 김전일 소년의 사건부
흑사접 살인사건
- 원작에서는 여자였던 '아게하(호랑)'의 설정이 여장남자로 바뀌었다.

러시아인형 살인사건
- 원작에 등장하는 이누카이의 설정(가정형편 등)이 사키에게 적용되었다.
- 켄모치 경부가 타카토 요이치의 총에 맞아 다친 것으로 설정이 변경되어 나온다.

### 야마다 료스케의 김전일 소년의 사건부
은막의 살인귀
- 원작과는 다르게 스콜피온이 모습을 드러낸다.
- 원작과는 다르게 희생자의 얼굴에 스콜피온 가면을 쓰여졌다.
- 후도 예술고교가 아닌 후도 고등학교의 영화 연구부가 등장한다.
- 킨다이치 후미는 등장하지 않는다.
- 실사판에서는 '살인귀 스콜피온' 영화 하나만 나온다.
- '대추적'의 건물 사이를 뛰어넘는 장면(혼다 카게유키의 추락사가 일어난 장면)은 '살인귀 스콜피온'에서 스콜피온이 건물 사이를 뛰어넘는 장면으로 변경된다.
- 쿠로카와 미호의 성격이 바뀐다.
- 칼날을 설치한 위치도 원작은 비누였지만 실사판은 수도꼭지의 손잡이로 변경된다.
- 쿠로카와 미호는 원작에서 흉터나 점성술에 설정이 있었지만 드라마에서 나오지 않는다.
- 진범이 쿠로카와의 사물함에 범행 도구를 숨겨 죄를 뒤집어 씌우는 장면이 추가되었다.
- 원작에 없던 오리지널 캐릭터 영화연구부 1학년 남학생 '츠지 하야토'이 추가되었다.
- 킨다이치 후미가 등장하지 않았기 때문에 포와로가 마카베의 강아지로 바뀐다.
- 트릭에 사용된 종이컵의 총 개수가 14 -> 13개로 변경된다.
- 후도 예술고교가 아닌 후도 고등학교이기 때문에 사건의 여파로 '영화연구부가 망해서 남은 영화연구부의 부원인 호시노 카나에, 츠지 하야토, 쿠로카와 미호가 미스테리 연구부에 들어온다.'라는 장면이 추가된다.

 게임관 살인사건
- 마츠모토 준 대신에 마치다 카즈야라는 남성이 나온다.
- 실사판에서는 얼굴을 절반만 가리는 가면이다.
- 퀴즈 게임을 비롯한 지혜의 고리 풀기 게임, 보물 찾기 게임 모두 제한시간이 3분으로 설정된다.
- 퀴즈 게임의 방의 디지털 도어락도 숫자 키보드 버튼으로 설정된다.
- 지혜의 고리의 방에는 가연성 약이 아닌 화염방사기가 나온다.
- 게임 안내를 하는 방법이 일괄적으로 3D TV의 영상으로 바뀐다.
- 원작과는 달리 시모무라 시호의 얼굴이 나온다.
- 원작에서는 백골로 발견되었던 무기바야시 미카가 목매달린 시신으로 발견된다.
- 키쿠카와 사나에가 성형외과 의사를 살해했다는 설정도 없어졌다.
- 무기바야시 미카의 본명이 나오지 않는다.
- 식사의 방이 나오지 않으므로 그 방과 관한 장면이 없어진다.
- 시모무라 이쿠마가 소믈리에 지망생인 걸로 나온다.

귀화도 살인사건
- 신타니 유리가 에비사와의 이모로 나온다.
- 사키 류지가 등장한다.
- 오노 코헤이, 하나무라 마미, 오타 아야, 토미나가 준야가 등장하지 않는다.
- 의대수험의 세미나가 후도종합병원의 연수의를 대상으로 한 합숙으로 변경된다. 따라서 의대 수험생이었던 인물들이 연수의로 변경된다. 이지메에 대한    설명도 부모가 병원에서 차지하고 있는 지위에 따라 원내 카스트로 연수의들의 권력 서열이 정해진다는 내용으로 바뀐다.
- 시나의 '시체'가 발견된 후, 착란한 카토가 섬에서 탈출하고 싶어서 바다에 뛰어들어 빠지고, 김전일에게 구출된다.
- 관리인 츠카하라가 과거에 시라누이섬에서 요양하던 환자로 나오며, 시라누이섬의 소유가 누군가에게 넘어가면 갈 곳이 없어지기 때문에 시라누이섬의 도깨비불 괴담을 만든 것으로 나온다.
- 실사판에서는 병원 내에서 부모님의 서열이 높은 모리무라와 카토가 시나를 협박하여 에비사와에게 "소설가가 될거라면서 의사는 왜 하니? 당장 그만둬!"라고 말하게 해서 마음에 상처를 주어 자살하게 만든다.

 긴다이치 소년의 결사행 
- 홍콩에 있는 킹 드래곤 호텔은 요코하마 차이나타운에 있는 호텔로 바뀐다.
- 리 뽀얼→토모리 케이, 쩌우 롱타오→미치바 류, 난 리칭→미나미 레이코, 왕 류렌→오지 코이치로로 개명한다.
- 장젠이와 푸옹푸티는 등장하지 않는다.
- 카미야마는 카미야마 코스케이라는 풀네임이 나타난다.
- '카미야마가 요이치와 함께 카리야 교수를 감금한 방공호로 직접 가며, 그 장소에서 진범에 의해 창에 찔려 사망한다.'라는 장면이 추가 되었다.
- 타카토가 후지이 후미카 일당에게 보낸 것이 카미야마의 오른손이 아닌 카미야마의 시신 사진으로 바뀐다.
- 원작에선 카미야마 일당이 카리야 교수가 돈을 나누어주지 않을 것이라 지레짐작하여 카리야 부자를 가두지만, 실사판에선 확실히 카리야 교수가 돈을 나눠주지 않겠다고 선언한다.
- 김전일이 이츠키와 함께 마스크맨(타카토 요이치의 변장)의 마술쇼를 보러 갔다가 리 형사를 만났던 원작과는 달리 마카베 부장과 함께 최면술사 카와카미 타케시의 최면술 쇼를 보러 갔다가 호텔에서 켄모치 형사를 만나는 것으로 바뀐다.
- 아케치가 등장하지 않는 관계로 칼에 찔리는 사람이 켄모치로 바뀐다.
- 시대도 현대로 바뀌었다보니 켄모치의 "사망"소식을 알리는 매체가 신문에서 뉴스로 바뀐다.
- 원작에서는 아케치가 신문에 모스부호 암호를 적어 자신의 생존을 알리지만, 실사판에서는 마카베 마코토가 뉴스를 통해 켄모치 경부의 생존을 알린다.
- 원작에서는 롱타오가 찍힌 홍콩 총독관의 사진에 유니언 잭이 걸려있다는 점이 롱타오가 전혀 성장하지 않았다는 증거가 되었으나, 실사판에서는 무대가 현재(2014년)의 일본이다 보니 11년 전(2003년)에 세워진 킹 드래곤 호텔이 2년 전에 찍은 미치바 류의 사진에는 안 찍혀있다는 점으로 바뀌었다.
- 쩌우 롱타오는 10세이지만, 미치바 류는 14세이다. 그래서 카리야 준의 나이도 22세에서 26세로 상향조정되었다.
- 원작에서는 리 형사가 자신과 친분이 있는 김전일에게 직접 기회를 주나, 실사판에서는 리 형사의 포지션으로 나오는 토모리 형사가 김전일과 초면이다 보니 켄모치의 부탁으로 김전일에게 하루의 기회를 주는 것으로 바뀐다.
- 원작에서는 타카토 요이치가 켄모치 이사무로 변장하였으나, 실사판에서는 켄모치가 아케치 포지션임 관께로 켄모치의 부하 형사인 하타케야마 형사로 변장한다.
- 요이치가 변장했다는 증거도 원작에서는 경찰수첩을 함부로 던진다는 점이었으나 실사판에서는 김전일에게 권총을 겨눌 때 감는 눈의 방향이 바뀐다는 점으로 바뀌었다.
- 범인을 나타내는 증거물인 케첩이 묻은 손수건이 나오지 않는다.
- 타카토 요이치가 자살을 연출하는 장면이 사라졌다.
- 타카토 요이치가 미치바 류에게 독 다트가 아닌 폭탄이 장착된 칼을 던지며, 이를 김전일이 대신 맞는다. 그리고 김전일이 타카토에게 독설을 날리는 장면이 나온다.
- 미치바 류가 독 다트를 맞지 않았다.
- 미치바 류가 체포된 뒤의 이야기는 나오지 않는다.

유키카게 마을 살인사건
- 원작에 있던 타임캡슐 설정은 사라졌다.
- 원작과는 달리 사키와 마카베 부장이 따라간다.
- 후유미는 여배우 지망생으로, 미야코는 동화작가 지망생으로 설정이 변경된다.
- 김전일이 시마즈의 전화를 받고 설영촌으로 가는 장면이 실사판에서 설영촌을 홍보하는 광고 전단지를 보고 설영촌으로 가는 장면으로 변경된다.
- 원작에서는 지역 경찰이 수사에 관여하지만, 실사판에서는 켄모치 경부가 수사에 관여한다.
- 원작에서는 김전일이 설영촌에 온 뒤에 화살이 없어지지만, 실사판에서는 김전일이 오기 전부터 없어진 상태였다.
- 원작에서 모습을 보이는 이마이 타츠야는 하루나의 아버지지만, 실사판에서 모습을 보이는 이마이 타츠야는 시마즈의 아버지이다.
- 후유미와 아야카가 하루나의 임신 사실을 알게 되는 계기가 '하루나가 약국에서 생리주기 검사약을 사는 모습'이 아닌 '하루나가 자신의 아기가 쓸 모자를 뜨는 모습'으로 바뀐다.

장미 십자관 살인사건
- 타카토가 이복동생이 있었다는 것 자체는 원래 알고 있었으나, 이복동생이 성별 불명으로 나오고 등장인물들의 나이가 나오지 않아 추측이 어려워졌다. 작중에서는 사쿠라 쿄, 후유노 아야히메, 츠쿠요미 지젤, 마카베 마코토가 후보로 거론된다.
- 로젠 크로이츠가 타카토에게 보내는 편지의 내용이 약간 다르다.
- 시라키 베니네가 등장하지 않고 마카베 마코토가 등장한다.
- 마카베의 어깨에 화상 흉터가 남아있는 것으로 나온다.
- 마카베 마코토가 장미를 광적으로 좋아하는 것으로 나오고, 여러 장미의 품종을 알고 있는 것으로 나온다.
- 코가네이 무츠가 나오지 않으며, 저택을 둘러싼 장미가 독장미라는 것이 밝혀지는 과정도 바뀐다.
- 스메라기 쇼우의 토막난 시체가 나왔던 원작과는 달리 스메라기 쇼우의 데스마스크가 대신 나온다.
- 작중의 중요 과거 사건인 로즈 그랜드 호텔 화재사고가 원작에 2년 전 일에서 1년 전 일로 바뀐다.
- 하루살이라는 장미가 나오지 않고 지젤은 그냥 길거리를 걸어가고 있던 타카토를 우연히 목격하고 알아본다.
- 지젤이 타카토가 하루살이를 가지고 있는 것을 보고 자신의 오빠라는 것을 알아본 원작과는 다르게 타카토가 오빠라는것을 이미 알고 있는 것으로 나온다.
- 타카토가 감금되었다가 탈출한 이후 모습을 감추어서 김전일의 추리 중에는 등장하지 않고 지젤이 자백한 뒤에 나온다.
- 타카토가 지젤을 나이프로 찌르거나 하지 않고 지젤이 독장미로 자살하려는 걸 나이프로 장미를 날려버려 저지한다.

## 비디오 미출시 및 투니버스 미방영분
1. 쿠치나시촌 살인사건
- 에피소드 특성상 특수 장치가 된 저택과 일본 문화적인 배경이 많이 나와 비디오와 투니버스 방영분에서는 방영되지 않았다.(애니박스에서 쿠치나시촌 살인사건 제목으로 방영됨)

2. 흑사접 살인사건
- 흑사접 살인사건의 배경이 한국과 맞지 않을 뿐만 아니라 에피소드에서 등장한 딸들의 이름과 과거에 등장한 "토노 에이지"를 닮은 인물인 "미야마 히카게"의 경우는 성도, 이름도 나비의 이름에서 따왔기 때문이다.

일본문화가 개방되기 직전에 출간된 한국에서 발행한 김전일 단행본의 3차 개정판의 경우는 "아게하"라는 이름을 "호랑"으로 바꾸는 등 한국 정서와 맞게 해보려고 시도했다.
비디오 출시는 제외.(애니박스에서 흑사접 살인사건 제목으로 방영됨)
3. 우카이 마을 살인사건
- 우카이[20]는 일본의 일부 지방 문화이다. 따라서 한국과는 에피소드 자체가 호응되지 못한다.

(애니박스에서 후미의 가련한 활약 우카이 마을 살인사건 제목으로 방영됨)
4. 뇌제 살인사건
- 일본과는 다르게 한국에서는 불꽃놀이 축제라는 것을 쉽게 찾아보기 힘들다. 한국에도 불꽃놀이 축제가 있기는 하지만 이 에피소드의 분위기하고는 심하게 다르다.

참고로 일정한 시간에 번개가 내리는 조건은 트릭의 필수 불가결한 중요 조건이지만 또한 비판의 대상이 되었다.(애니박스에서 천둥제 살인사건 제목으로 방영됨)